# Angelsächsische Religion
Angelsächsische Religion bezeichnet die vorchristliche polytheistische Religion des germanischen Sammelvolks der Angelsachsen in Britannien. In der Religionswissenschaft wird sie als Bestandteil der germanischen Religion insgesamt sowie als Teil der kontinentalen südgermanischen Religion eingeordnet. Grundlegend für die etwa 150 Jahre währende heidnische Zeit der Angelsachsen war ihre gemeinsame Herkunft aus Norddeutschland und Dänemark, von wo sie germanische Traditionen nach England mitbrachten. So sind z. B. Göttervorstellungen und heidnische Kulte ähnlich zu denen auf dem Kontinent. Die angelsächsischen Könige führten noch im 8. Jahrhundert ihre Dynastien auf den Kriegsgott Wodan zurück. 
Typisch sind angelsächsische Kultstätten im Freien, worauf auch zahlreiche Ortsnamen aus angelsächsischer Zeit hinweisen, wobei die Angelsachsen zum Teil die Kultstätten der romanisierten einheimischen Briten übernahmen. Altenglische Texte belegen ferner die Bedeutung von Totenklagen und Zaubersprüchen. Bedeutend für die Erforschung des angelsächsischen Totenkults sind archäologische Funde auf angelsächsischen Gräberfeldern und in Grabhügeln, spektakulärster Fund ist das Schiffsgrab von Sutton Hoo. Die Zeit der heidnisch geprägten angelsächsischen Religion geht Ende des 6. Jahrhunderts in eine Phase der Christianisierung über, vor allem durch Missionare vom europäischen Kontinent.

## Die Gottheiten

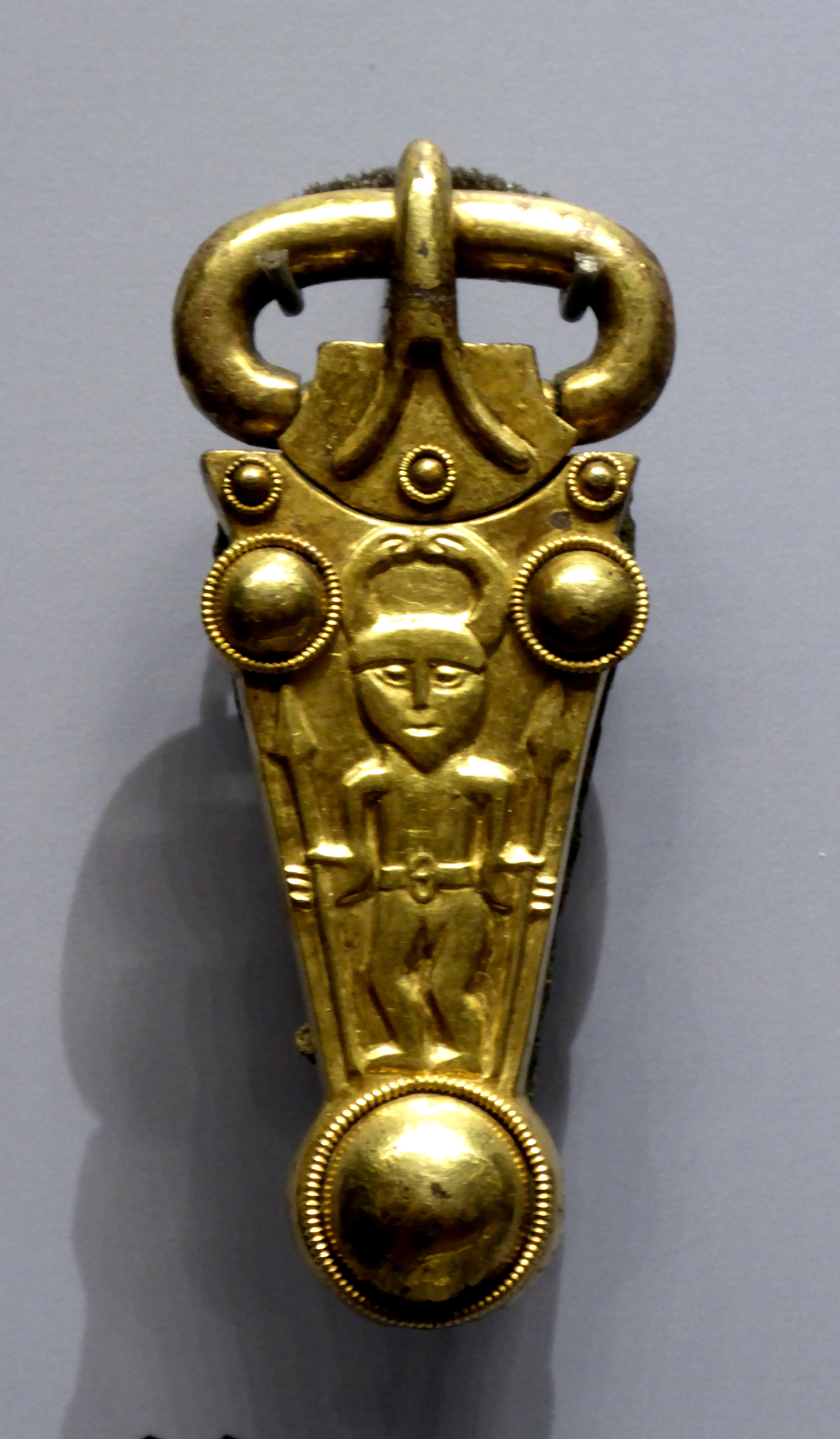
Gürtelschnalle von Finglesham, Kent. Ein Beleg des Wōden Kults